# Hottviller
Ne doit pas être confondu avec Ottwiller.
Hottviller [ɔtvilɛʁ] est une commune française située dans le département de la Moselle, en Lorraine, dans la région administrative Grand Est. Le village fait partie du Pays de Bitche, et du bassin de vie de la Moselle-Est.

## Géographie
Situé en pays découvert, le village-rue de Hottviller s'étend en bordure de la route de Bettviller à Schorbach.

### Géologie et relief
Commune membre du parc naturel régional des Vosges du Nord.
La commune se compose de 37,52 hectares de territoires artificialisés (4,53 %), 440,87 hectares de territoires agricoles (53,18 %) et 350,68 hectares de forêts et milieux semi-naturels (42,30 %).
Espaces naturels :
- Trois espaces protégés hors Natura 2000 Vosges Du Nord :

Réserve de Biosphère, zone tampon,
Réserve de Biosphère, zone de transition,
Parc naturel régional.
- Une zone naturelle d'intérêt écologique, faunistique et floristique (Znieff) :

Forêts spontanées des Vosges du Nord.
Système d’information pour la gestion des eaux souterraines du bassin Rhin-Meuse : Carte géologique.

### Sismicité
Commune située dans une zone de sismicité 2 faible.

### Hydrographie et les eaux souterraines
Cours d'eau traversant la commune :
La commune est située dans le bassin versant du Rhin au sein du bassin Rhin-Meuse. Elle est drainée par le Schwalbach, le ruisseau de Bitche, le ruisseau Herschbach, le ruisseau Korbach, le ruisseau le Bierbach et le ruisseau Scheberbach.
Le Schwalbach, d'une longueur totale de 23,4 km en France, prend sa source dans la commune de Lemberg traverse onze communes françaises puis, au-delà de Schweyen, poursuit son cours en Allemagne où elle se jette dans la Horn.

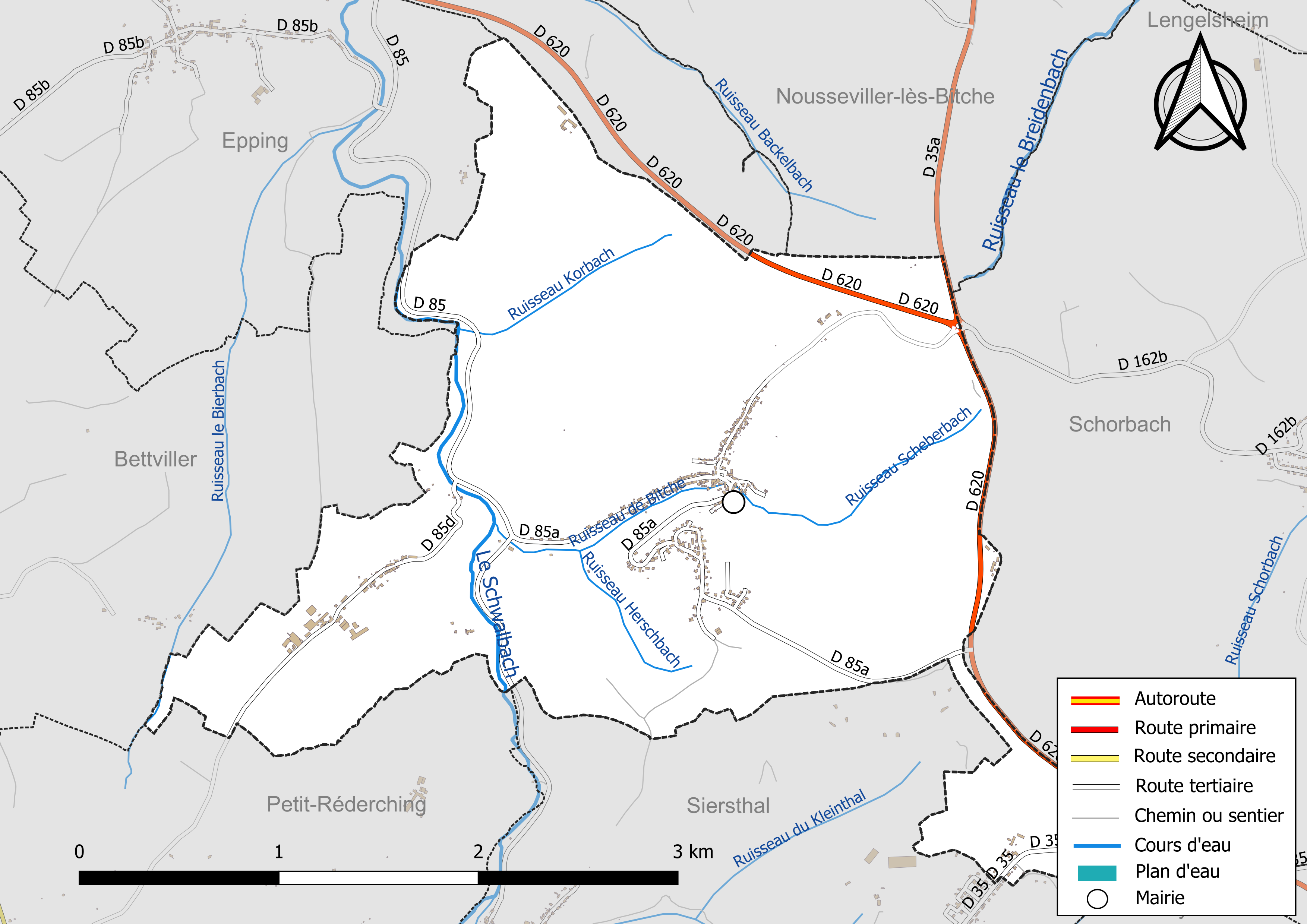
Réseaux hydrographique et routier de Hottviller.

La qualité des eaux des principaux cours d’eau de la commune, notamment du Schwalbach, peut être consultée sur un site spécial géré par les agences de l’eau et l’Agence française pour la biodiversité.

### Climat
Pour des articles plus généraux, voir Climat du Grand Est et Climat de la Moselle.
En 2010, le climat de la commune est de type climat des marges montargnardes, selon une étude du Centre national de la recherche scientifique s'appuyant sur une série de données couvrant la période 1971-2000. En 2020, Météo-France publie une typologie des climats de la France métropolitaine dans laquelle la commune est exposée à un climat semi-continental et est dans la région climatique  Vosges, caractérisée par une pluviométrie très élevée (1 500 à 2 000 mm/an) en toutes saisons et un hiver rude (moins de 1 °C). 
Pour la période 1971-2000, la température annuelle moyenne est de 9,6 °C, avec une amplitude thermique annuelle de 17 °C. Le cumul annuel moyen de précipitations est de 945 mm, avec 11,7 jours de précipitations en janvier et 9,8 jours en juillet. Pour la période 1991-2020, la température moyenne annuelle observée sur la station météorologique de Météo-France la plus proche, « Volmunster », sur la commune de Volmunster à 5 km à vol d'oiseau, est de 10,2 °C et le cumul annuel moyen de précipitations est de 760,1 mm. 
La température maximale relevée sur cette station est de 37,6 °C, atteinte le 25 juillet 2019 ; la température minimale est de −18,6 °C, atteinte le 24 décembre 2001,,. 
Les paramètres climatiques de la commune ont été estimés pour le milieu du siècle (2041-2070) selon différents scénarios d'émission de gaz à effet de serre à partir des nouvelles projections climatiques de référence DRIAS-2020. Ils sont consultables sur un site spécial publié par Météo-France en novembre 2022.

## Urbanisme

### Typologie
Au 1er janvier 2024, Hottviller est catégorisée commune rurale à habitat dispersé, selon la nouvelle grille communale de densité à sept niveaux définie par l'Insee en 2022.
Elle est située hors unité urbaine et hors attraction des villes,.

### Occupation des sols
L'occupation des sols de la commune, telle qu'elle ressort de la base de données européenne d’occupation biophysique des sols Corine Land Cover (CLC), est marquée par l'importance des territoires agricoles (52,9 % en 2018), une proportion sensiblement équivalente à celle de 1990 (52,1 %). La répartition détaillée en 2018 est la suivante : 
forêts (42,6 %), prairies (38,8 %), terres arables (13,7 %), zones urbanisées (4,5 %), zones agricoles hétérogènes (0,4 %). L'évolution de l’occupation des sols de la commune et de ses infrastructures peut être observée sur les différentes représentations cartographiques du territoire : la carte de Cassini (XVIIIe siècle), la carte d'état-major (1820-1866) et les cartes ou photos aériennes de l'IGN pour la période actuelle (1950 à aujourd'hui).

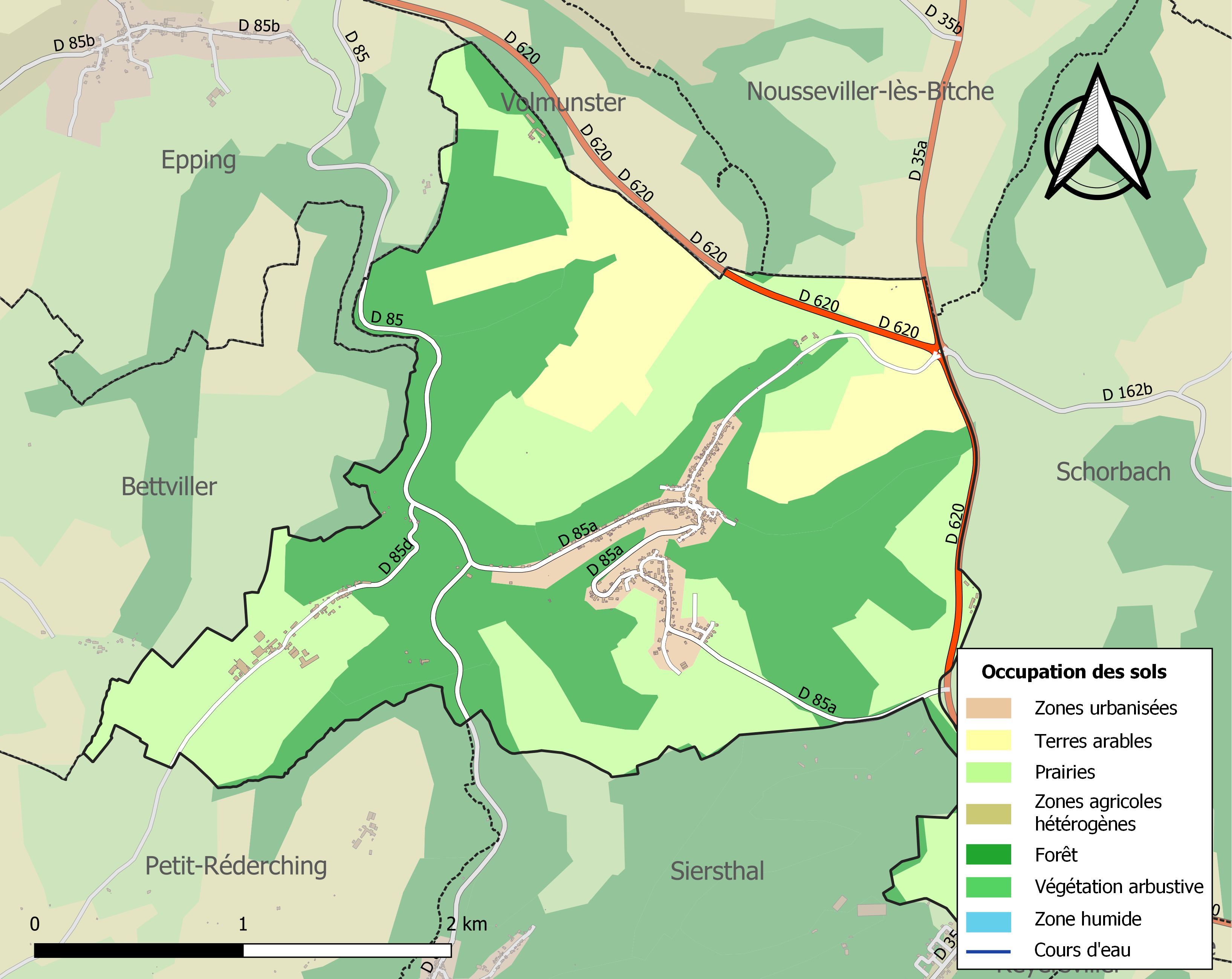
Carte des infrastructures et de l'occupation des sols de la commune en 2018 (CLC).

### Voies de communications et transports

#### Voies routières
- D35 vers Bitche[22].
- D162b vers Schorbach.
- D85 vers Weiskirch.

#### Transports en commun
- Fluo Grand Est.

##### SNCF
- Gare de Bitche,
- Gare de Rohrbach-lès-Bitche,

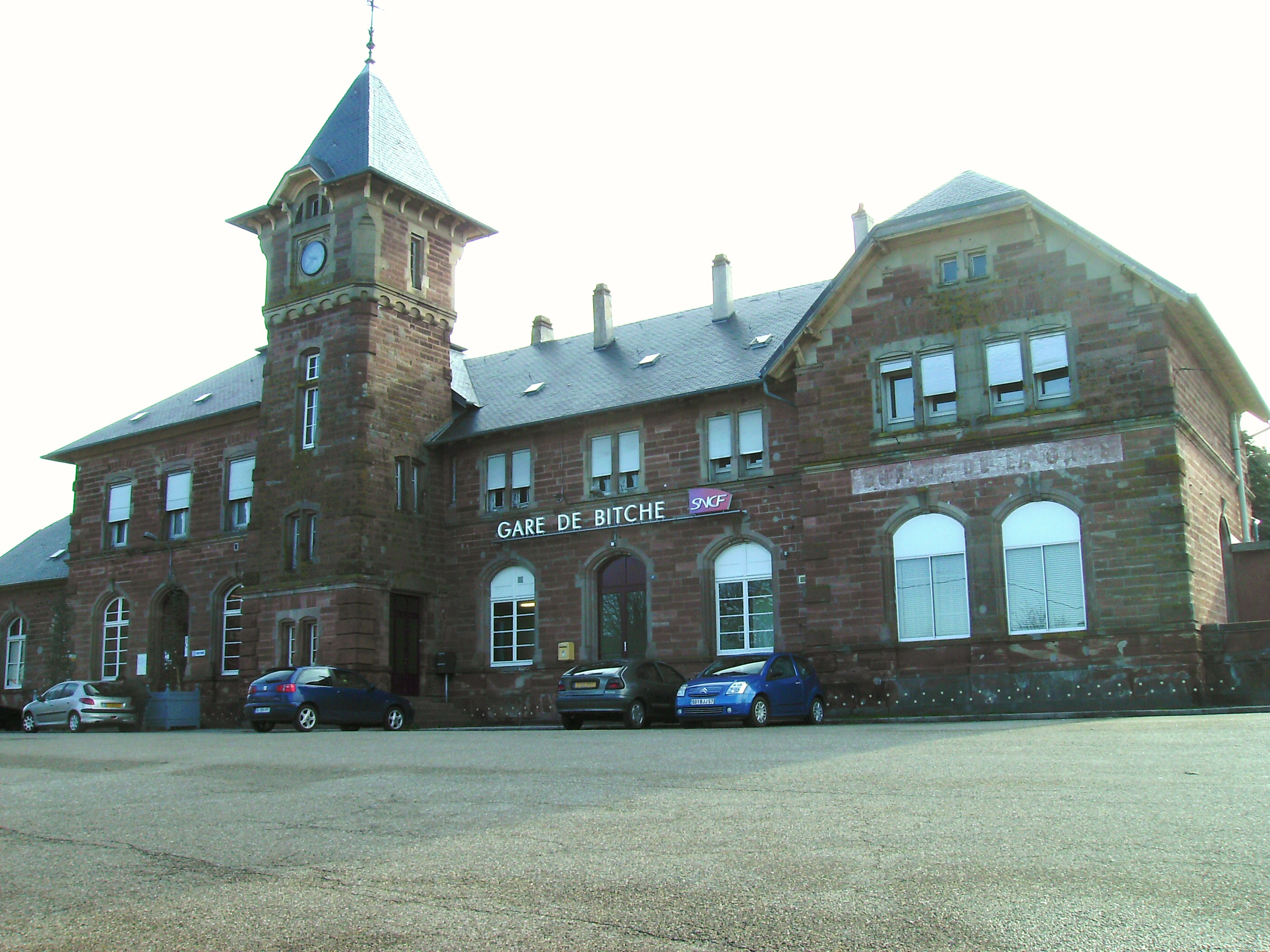
Gare de Bitche.

- Gare de Wœlfling-lès-Sarreguemines,
- Gare de Wittring,
- Gare de Wingen-sur-Moder.

### Intercommunalité
Commune membre de la Communauté de communes du Pays de Bitche.

## Toponymie
- Hottviller: Otteviller et Othviler (1429), Underviller et Ottewiller (1544), Hoddweiller (1594), Hodtwiller (1681), Ottwiller (1751), Hoduviller (1756), Hutviller (1771), Ottweiller ou Uttweiller (1779), Hottweiller (carte Cassini), Hottweiller (1793), Hotteviller (1801). En francique rhénan lorrain : Hottwiller[23], en allemand standard : Hottweiler.
- Neunkirch : Neukirchen (1681), Nunkirch (1751), Neukirchen (1756), Nunkirche (1771).

## Histoire
Des reliefs sculptés de l'époque gallo-romaine ont été découverts près de la ferme de Nassenwald. Mentionné en 1577 sous la forme Hodtweiller, du nom d'homme Hoddo, Hotto, et du suffixe villare, weiler, le village possède plusieurs écarts : Kapellenhof (anciennement Neunkirch), Légeret, du nom de l'un des entrepreneurs des fortifications de Bitche en 1771, où des immeubles ont été construits au moment de la mise en place de la ligne Maginot, et la ferme de Neunkirch, qui a succédé à un ancien village en bordure du Schwalbach, disparu dès le XVIe siècle.
Du point de vue spirituel, Hottviller a été succursale de Siersthal, avant de devenir en 1804 une paroisse de l'archiprêtré de Volmunster. Succédant à une chapelle très ancienne située à Neunkirch, l'église paroissiale Saint-Pierre est construite dans le village en 1765. Agrandie en 1806, elle est reconstruite en 1884. Du point de vue administratif, le village fait partie du canton de Volmunster depuis 1790.

## Politique et administration
| Période                                  | Période   | Identité             | Étiquette | Qualité                         |
| ---------------------------------------- | --------- | -------------------- | --------- | ------------------------------- |
| Les données manquantes sont à compléter. |           |                      |           |                                 |
| 1971                                     | Mars 2001 | Camille Muller       |           |                                 |
| Mars 2001                                | Mai 2020  | Christian Lafourcade |           |                                 |
| Mai 2020                                 | En cours  | Grégory Ott          |           | Contremaître, agent de maîtrise |

### Budget et fiscalité 2023

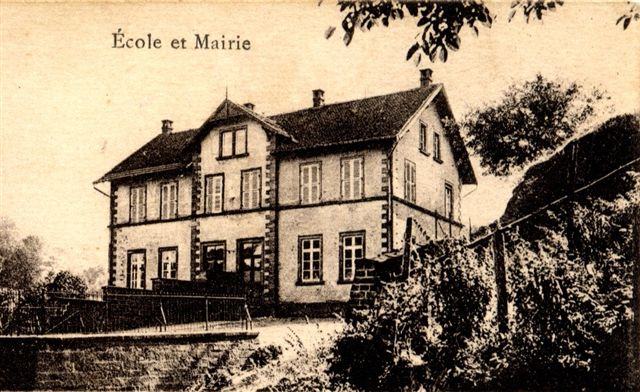
École et mairie.

En 2023, le budget de la commune était constitué ainsi :
- total des produits de fonctionnement : 438 000 €, soit 848 € par habitant ;
- total des charges de fonctionnement : 364 000 €, soit 705 € par habitant ;
- total des ressources d'investissement : 210 000 €, soit 406 € par habitant ;
- total des emplois d'investissement : 115 000 €, soit 223 € par habitant ;
- endettement : 331 000 €, soit 640 € par habitant.

Avec les taux de fiscalité suivants :
- taxe d'habitation : 14,69 % ;
- taxe foncière sur les propriétés bâties : 30,08 % ;
- taxe foncière sur les propriétés non bâties : 80,43 % ;
- taxe additionnelle à la taxe foncière sur les propriétés non bâties : 0,00 % ;
- cotisation foncière des entreprises : 0,00 %.

Chiffres clés Revenus et pauvreté des ménages en 2021 : médiane en 2021 du revenu disponible, par unité de consommation : 23 190 €.

## Population et société

### Démographie

#### Évolution démographique
L'évolution du nombre d'habitants est connue à travers les recensements de la population effectués dans la commune depuis 1793. Pour les communes de moins de 10 000 habitants, une enquête de recensement portant sur toute la population est réalisée tous les cinq ans, les populations de référence des années intermédiaires étant quant à elles estimées par interpolation ou extrapolation. Pour la commune, le premier recensement exhaustif entrant dans le cadre du nouveau dispositif a été réalisé en 2006.

En 2022, la commune comptait 505 habitants, en évolution de −4,54 % par rapport à 2016 (Moselle : +0,52 %, France hors Mayotte : +2,11 %).
| 1793 | 1800 | 1806 | 1821  | 1836 | 1841 | 1861 | 1866 | 1871 |
| ---- | ---- | ---- | ----- | ---- | ---- | ---- | ---- | ---- |
| 685  | 795  | 895  | 1 016 | 971  | 980  | 710  | 810  | 732  |

| 1875 | 1880 | 1885 | 1890 | 1895 | 1900 | 1905 | 1910 | 1921 |
| ---- | ---- | ---- | ---- | ---- | ---- | ---- | ---- | ---- |
| 687  | 723  | 744  | 736  | 754  | 797  | 788  | 804  | 814  |

| 1926 | 1931 | 1936 | 1946 | 1954 | 1962 | 1968 | 1975 | 1982 |
| ---- | ---- | ---- | ---- | ---- | ---- | ---- | ---- | ---- |
| 791  | 960  | 854  | 583  | 701  | 697  | 674  | 653  | 672  |

| 1990 | 1999 | 2006 | 2011 | 2016 | 2021 | 2022 | - | - |
| ---- | ---- | ---- | ---- | ---- | ---- | ---- | - | - |
| 700  | 646  | 624  | 583  | 529  | 508  | 505  | - | - |

La population est restée relativement stable, passant de 840 habitants en 1817 à 884 en 1852. Au recensement de 1982, elle en comptait encore 672.

## Économie

### Entreprises et commerces

#### Agriculture
- Élevage de vaches laitières.
- Culture et élevage associés.

#### Tourisme
- Restauration traditionnelle.

#### Commerces
- Commerces et services de proximité[31], à Bitche, Noussevillers-lès-Bitche.

## Culture locale et patrimoine

### Lieux et monuments
Patrimoine religieux :
- Église paroissiale Saint-Pierre[32],[33].

Le mobilier de l'église paroissiale Saint-Pierre.
* Verrière figurée.
* Statuette : ange.
* Statuette : Bon Pasteur.
* Chasuble.
- Dans l'écart de Kapellenhof, une demi-douzaine de tombeaux ont été regroupés en bordure de l'ancien cimetière. Celui de Franz Druard[39], mort en 1736, appartient au type des monuments funéraires en forme de croix latine, sculptés dans le grès. De petites dimensions, il est orné à la face d'un cœur enflammé de palmes, d'une tête de mort et de tibias croisés. Comme souvent à cette époque, les extrémités polylobées des bras de la croix sont décorées d'une grosse fleur, l'inscription étant gravée au revers.
- Ce sont les mêmes thèmes iconographiques (le crâne, les tibias et le cœur), qui ornent le fût de la croix de chemin située à proximité de la Neumühle, érigée en 1764 pour François Müller et son épouse Marie-Cécile Vogel[40]. Ici cependant, le crâne est traité avec un réalisme évident, qui impose avec force et brutalité l'idée de la mort.
- Un socle galbé, un fût-stèle galbé et un croisillon très allongé ainsi que la répétition du cœur enflammé dans une nuée rayonnante caractérisent la croix de la première moitié du XIXe siècle, située dans le village, 2 rue de la Fontaine.
- Chapelle des Tuileries (les Tuileries)[41].
- Chapelle, rue de la Montagne.
- Grottes de Lourdes[42],[43].
- Monument aux morts[44] : Conflits commémorés : Guerres 1914-1918 - 1939-1945[45].

Autres patrimoines :
- Welschhof, ferme[46].

### Galerie

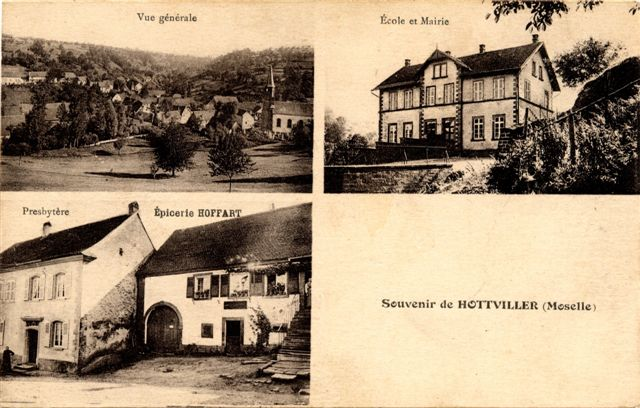
Vues du village.
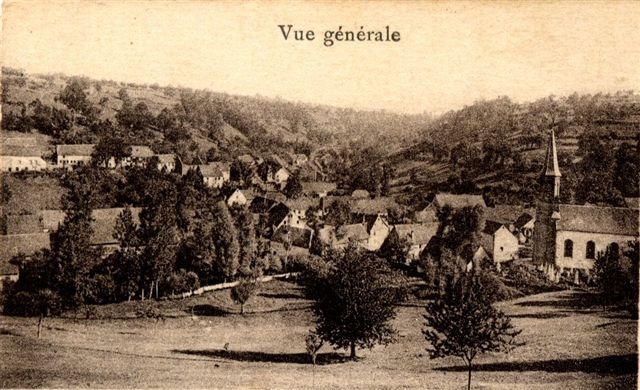
Vue générale.
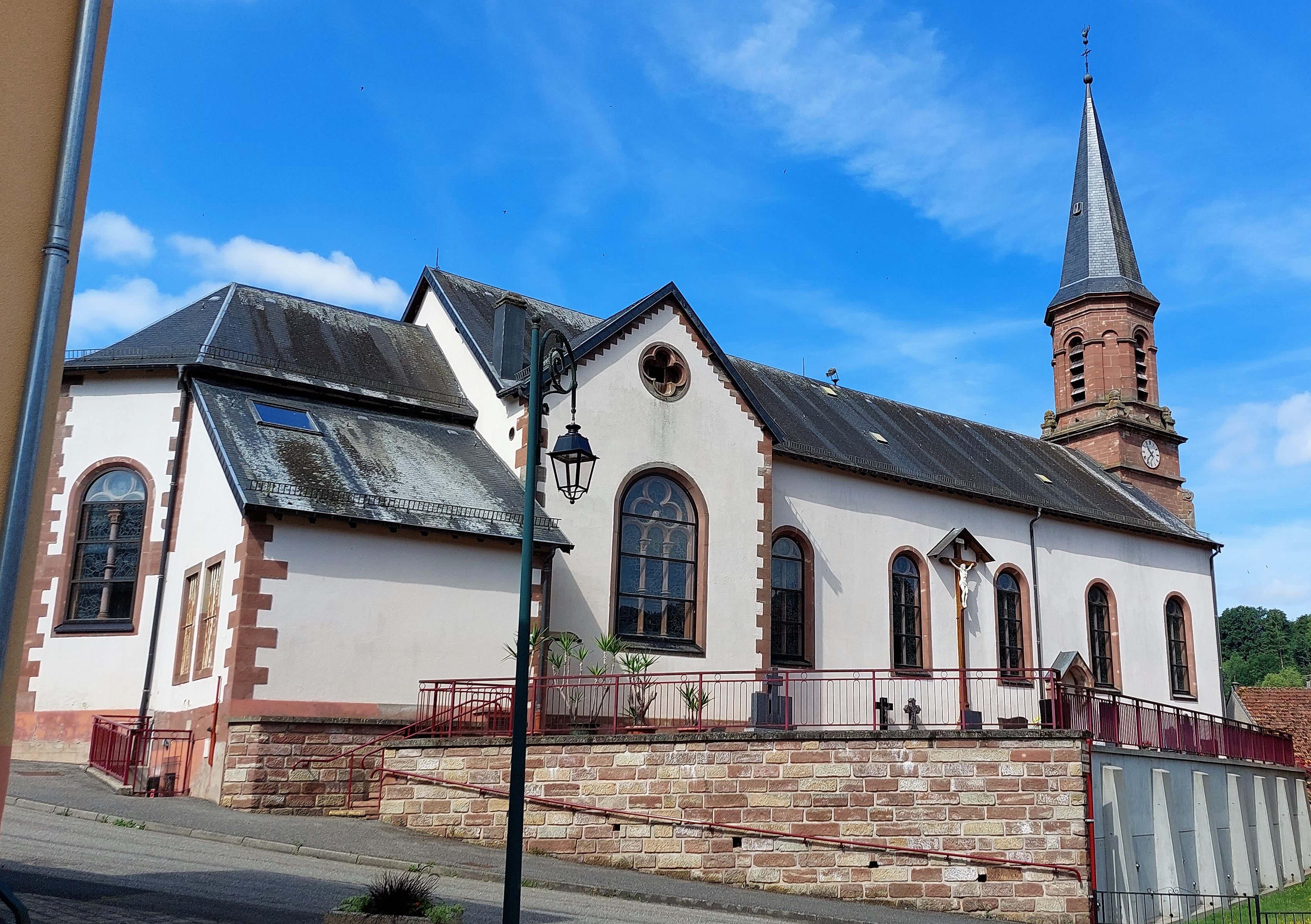
Église Saint-Pierre.
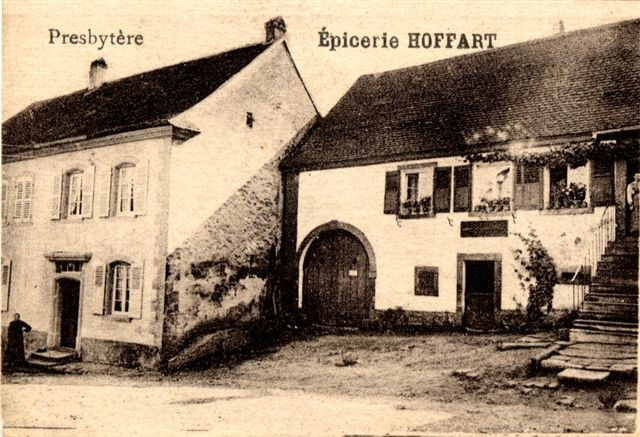
Épicerie et presbytère.
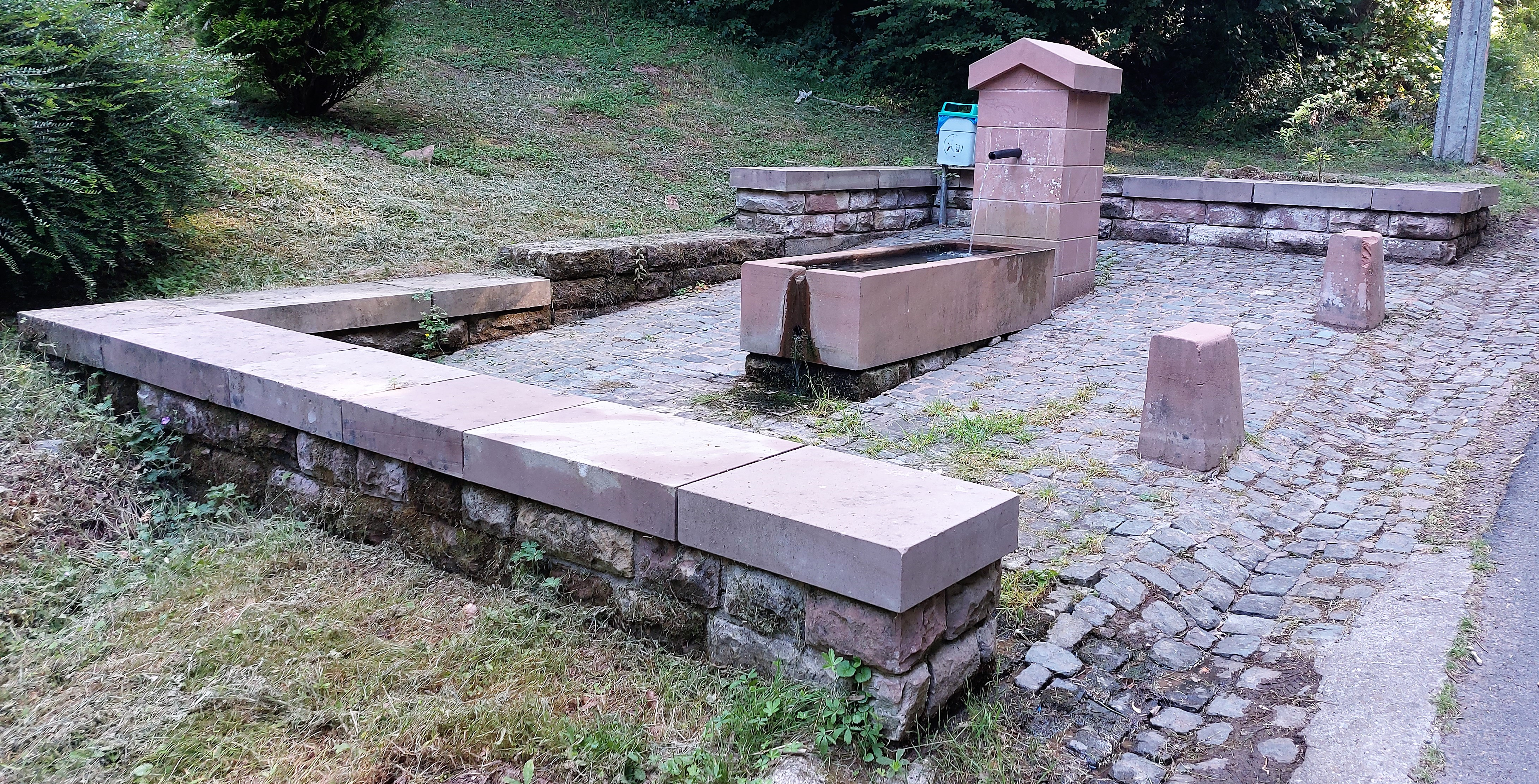
Fontaine.
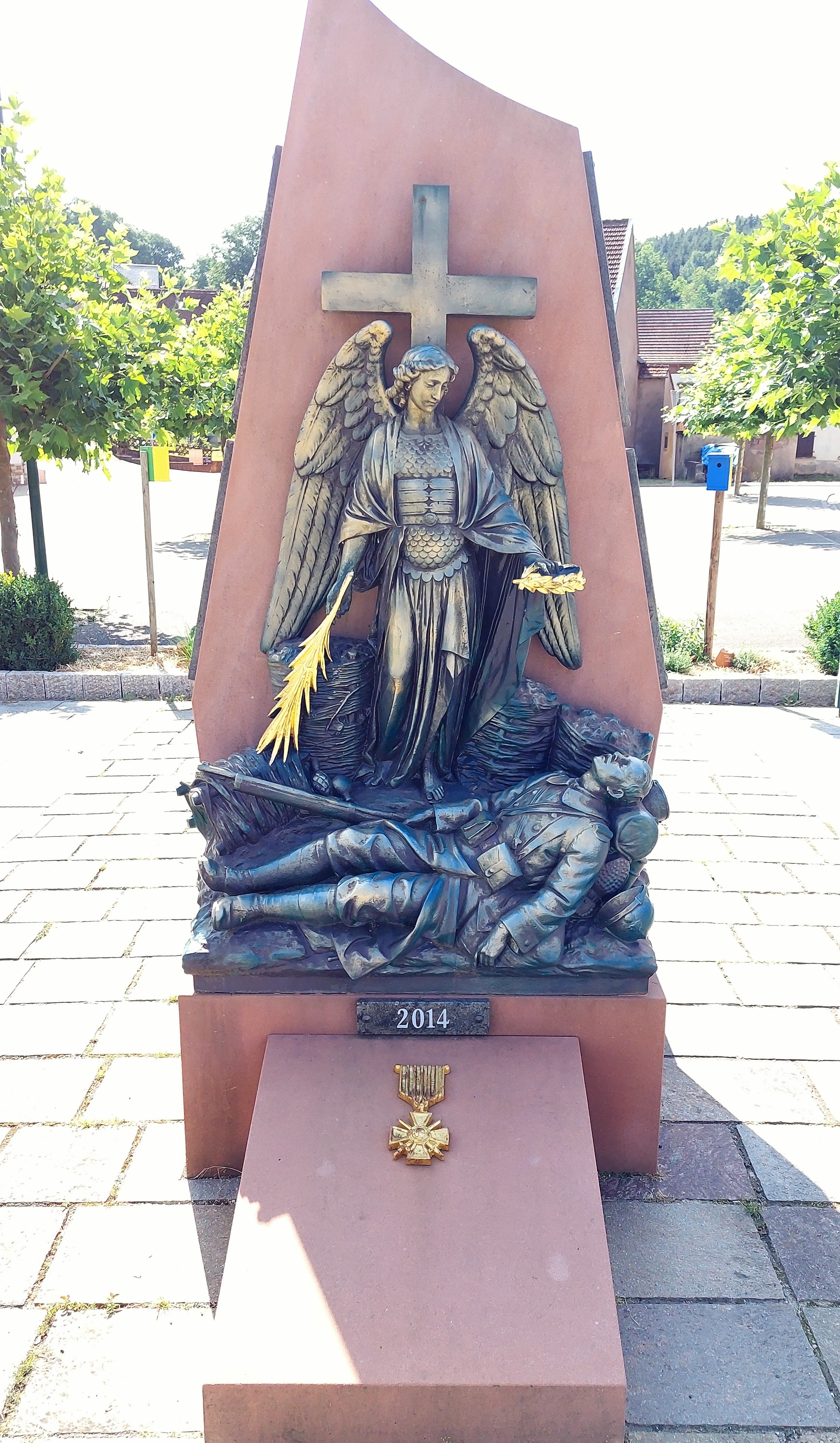
Monument aux morts.

### Personnalités liées à la commune
- Hermann Bickler.

### Héraldique
| Blason de Hottviller | Blason  | Parti : au 1er d'or au lion contourné de gueules, au 2e de gueules à saint Georges terrassant le dragon, le tout d'or. |
| Blason de Hottviller | Détails | Le statut officiel du blason reste à déterminer.                                                                       |

### Autres sources
- Les moulins et scieries du Pays de Bitche, Joël Beck, 1999.
- Le Pays de Bitche 1900-1939, Joël Beck, 2005.
- Hottviller sur le site du Bitscherland
- Chiffres clés publiés par l'institut national de la statistique et des études économiques (INSEE). Dossier complet
- Inventaire national du patrimoine naturel de la commune